# Béthancourt-en-Vaux
Béthancourt-en-Vaux é uma comuna francesa na região administrativa de Altos da França, no departamento de Aisne. Estende-se por uma área de 4,3 km². Em 2010 a comuna tinha 446 habitantes (densidade: 103,7 hab./km²).